# Krzywe (powiat leski)
Krzywe (Krywe) – wieś w Polsce położona w województwie podkarpackim, w powiecie leskim, w gminie Cisna.
Wieś prawa wołoskiego Krywe w latach 1551–1600, położona w ziemi sanockiej województwa ruskiego.
W połowie XIX wieku właścicielem posiadłości tabularnej w Krywem był hr. Henryk Fredro.
W latach 1975–1998 miejscowość należała administracyjnie do województwa krośnieńskiego.
Przez wschodnie krańce wsi przebiega DW897, a nadto Bieszczadzka Kolejka Leśna.